# 奥雷哈
奥雷哈（西班牙語：Oreja）是西班牙巴斯克自治区吉普斯夸省的一个市镇。总面积6平方公里，总人口83人（2001年），人口密度14人/平方公里。